# メイキング ウェーブ (TV シリーズ)
メイキングウェーブは、カールトン・テレビジョンがITVで放送するために制作したイギリスのテレビドラマ。
テッド・チャイルズによって作成され、英国海軍のフリゲート艦HMS「サフォーク」乗組員の職業的および個人的な生活を記録している 。シリーズは数年間開発地獄にとどまり、2004年7月7日に最初に放送された。
しかし、評価が低かったため、3つのエピソードの後でスケジュールから削除され、シリーズの残りの部分はイギリスのテレビで放映されなかった(打ち切り)。
このシリーズでは、アレックス・ファーンズがマーティン・ブルック司令官、エミリー・ハミルトンがジェニー・ハワード少佐として出演した。
フリゲート艦HMS「グラフトン」が「サフォーク」の代理を務め、イギリス海軍の全面的な協力を得て、 ポーツマス海軍基地の周辺で追加の撮影が行われた。 
2004年12月に全6話の限定DVDが発売された。

## 制作

### 進展
『ソルジャーソルジャー』の成功に続いて、テッド・チャイルズ、リチャード・マーハー、カールトンは1990年代後半にシリーズの計画を開始し、カールトンのドラマのコントローラーと継続的なシリーズは「『ロンドンズ・バーニング』、『ピーク・プラクティス』の調子」で何か期待していた。 それは「昔ながらの」ものであり、ネットワークの既存のドラマのポートフォリオに適合しなかったため、ITVによって却下された。 それにもかかわらず、チャイルズとカールトンは、一連の制作を続け、彼らはの試運転編集者にそれをもたらしたBBC Oneを放送するカールトンと交渉した。その時までに、ITVドラマ部門のトップレベルが変更され、カールトンとITVのリンクが原因で、BBCはシリーズを取り上げることができなかった。  6エピソードのシリーズは、2002年7月にITVのニック・エリオットによって委託された。 
このプロジェクトは当初、リチャード・リーマン提督が率いるMOD（英国の国防省）の企業コミュニケーション局（海軍）によって管理されていた。スティーブ・タサム少佐は初期のスコーピングと計画作業の多くを引き受け、2002年8月にケビン・フィンチャー少佐がシリーズのスペシャリスト・プロジェクト・オフィサーに任命された。彼は必要な船、場所、人員を獲得し、制作チームにオンセットとオフセットのアドバイスをした。制作前を通して、フィンチャーはカールトンと法的な合意を交渉した。それにより、納税者が資金を提供した使用したものすべてに対して財政的回復が行われた。これには、船、燃料、人員の使用が含まれていた。他の条項は、広告収入と売上高を含む、シリーズのロイヤルティのシェアをイギリス海軍に与えた。 

## ライティング
カールトンのスタッフには4人の著名な作家がいて、ITVネットワークセンターの作家が脚本の開発に携わっていた。 最初のエピソードは2002年にテリー・カフォッラによって書かれた。テリー・カフォッラは後に「メサイアIV：悲惨」を書いた。 第2話「ビル」はダミアン・ウェイリングによって書かれ、第3話はニール・レオナルドに書かれた。マシュー・バーズリーは、3つの未放送のエピソードにクレジットされた作家だった。 2番目のシリーズは作成されなかったが、ストーリーラインは潜在的なコミッションのために計画された。 准尉のデイブ・オールポートと一流の水兵サラ・ワーシーは、2003年1月に顧問としてフィンチャーに加わった。 

### キャスティング
俳優は2002年後半にオーディションを受けて採用され、BBCのメロドラマ『EastEnders』でトレバー・モーガンとしての役でイギリスの聴衆によく知られているアレックス・ファーンズが含まれていた。執行役員のジェニー・ハワードとしてキャストされたエミリー・ハミルトンは、当時のイギリスのテレビ視聴者にはほとんど知られていなかった。彼女の唯一の注目すべき役は、1990年代後半のラッセル・T・デイヴィスの「グランド」だった。リー・ボードマン（後に『ローマ』に登場）は、シェフのアート・フランシスの役割を果たし、メロドラマの『コロネーション・ストリート』で彼の最も有名な役割である麻薬の売人であるジェズ・クイグリーから距離を置いた。 スティーブン・ケネディは、 BBCラジオ 4でイアン・クレイグとしての彼の役ですでに知られていた。